# Чемпионат Чехии по кёрлингу среди смешанных команд
Чемпионат Чехии по кёрлингу среди смешанных команд (чеш. MČR mixy) — ежегодное соревнование чешских смешанных команд по кёрлингу (команда должна состоять из двух мужчин и двух женщин). Проводится с 1993 года. Организатором является Ассоциация кёрлинга Чехии (чеш. Český Svaz Curlingu).
Победитель чемпионата получает право до следующего чемпионата представлять Чехию на международной арене как её смешанная сборная по кёрлингу.

## Годы и команды-призёры
Составы команд показаны в порядке: четвёртый, третий, второй, первый, запасной, тренер; скипы выделены полужирным шрифтом.
| Год                  | Золото | Серебро | Бронза |
| -------------------- | --- | --- | --- |
| 1993 20–21 ноября    | M BCC 2 Радек Ждярский, Miloš Plzák, Гана Чехова, Kateřina Jurková                                                      | M Aritma - Citadela Карел Кубешка, Eva Šenfeldová, Ivan Kolínský, Jaroslava Koucká                                                                 | M Montáž Renée Lepšíková, Jitka Papežová, Pavel Toman, Pavel Málek                                                                           |
| 1994                 | CC Aritma/CC Citadela Карел Кубешка, Eva Šenfeldová, Ivan Kolínský, Jaroslava Koucká                                    | CC Citadela Lenka Šafránková, David Netušil, Pavla Rubášová, Tomáš Muzikář, запасной: Jaroslav Kašpar                                              | Bohemian CC 2 Радек Ждярский, Гана Шпинькова, Miloš Plzák, Kateřina Jurková                                                                  |
| 1995                 | Bohemian CC 2 Радек Ждярский, Гана Шпинькова, Miloš Plzák, Hana Plzáková                                                | CC Aritma 1 Карел Кубешка, Miroslava Vařečková, Ivan Kolínský, Kristýna Mudrochová                                                                 | CC Savona 2 Jaroslav Šulc, Helena Šulcová, Jiří Šimek, Alena Samueliová                                                                      |
| 1996                 | CC Aritma Jan Létal, Miroslava Vařečková, Jiří Pelc, Kristýna Mudrochová                                                | Bohemian CC H Радек Ждярский, Гана Шпинькова, Miloš Plzák, Hana Plzáková                                                                           | CC Aritma/CC Citadela Карел Кубешка, Pavla Rubášová, David Netušil, Věra Růžková                                                             |
| 1997                 | CC Aritma/CC Citadela Карел Кубешка, Pavla Rubášová, David Netušil, Věra Růžková                                        | CC Kolibris 2 Давид Шик, Vendula Blažková, Milan Polívka, Гана Синачкова                                                                           | CK Zlatá Praha 2 Jana Linhartová, Patrik Večeřa, Michaela Murínová, Michal Hejmalíček                                                        |
| 1998                 | чемпионат не проводился                                                                                                 | чемпионат не проводился | чемпионат не проводился |
| 1999                 | CC Aritma 2 Карел Кубешка, Pavla Rubášová, David Netušil, Věra Růžková                                                  | CC Kolibris 2 Tereza Černá, Jiří Chobot, Milan Polívka, Irena Polívková                                                                            | CC Letící kameny Praha Радек Ждярский, Monika Klímová, Miloš Plzák, Hana Plzáková                                                            |
| 2000                 | CC Kolibris 3 Давид Шик, David Havlena, Каролина Пиларова, Vendula Blažková                                             | CC Kolibris 1 Karel Hradec, Lucie Hladká, Pavel Menšík, Vlasta Nováková                                                                            | 1.KCK Trutnov Jiří Lubina, Jana Zingová, Daniela Munzarová ml., Милош Гоферка                                                                |
| 2001—2002            | чемпионат не проводился                                                                                                 | чемпионат не проводился | чемпионат не проводился |
| 2003                 | KOSA Михала Соуградова, Marek David, Каролина Пиларова, Давид Шик                                                       | 1.KCK Trutnov Lenka Hubková, Ivan Prouza, Ленка Черновска, Милош Гоферка                                                                           | CC Letící kameny Praha Martin Krejčí, Hana Plzáková, Miloš Plzák, Гана Чехова                                                                |
| 2004                 | CC Kolibris 1+2 Михала Соуградова, Erik Šik, Anna Cermanová, Давид Шик                                                  | CC Přední hrábě Andrea Dlabalová, Иржи Снитил, Яна Шафарикова, Марек Выдра                                                                         | 1.KCK Trutnov Vít Zinga, Miroslava Vařečková, Jiří Lubina, Jana Zingová                                                                      |
| 2005                 | CC Kolibris XP Karel Hradec, Jana Medřická, Marek Brožek, Tereza Matásková, запасной: Lukáš Plachý                      | CC Kolibris 1 Давид Шик, Михала Соуградова, Pavel Menšík, Anna Cermanová                                                                           | Prague Tee Party Vít Nekovařík, Гана Синачкова, Vlastimil Vojtuš, Каролина Пиларова                                                          |
| 2006 8–10 апреля     | 1.CK Brno Petr Kovač, Šárka Pavelková, Aleš Jelínek, Martina Pavelková                                                  | Tee Party Vít Nekovařík, Гана Синачкова, Vlastimil Vojtuš, Каролина Пиларова                                                                       | Zlapra Zdeněk Vyjídáček, Jana Vyjídáčková, Pavel Málek, Adéla Čaňová                                                                         |
| 2007 7–9 апреля      | Aritma (K.Kubeška) Renée Lepšíková, Luděk Munzar, Miroslava Vařečková, Карел Кубешка                                    | Zbraslav (R.Klíma) Radek Klíma, Линда Климова, Tomáš Válek, Agáta Kadeřávková                                                                      | Kolibris Михала Соуградова, Erik Šik, Eva Štampachová, Давид Шик                                                                             |
| 2008                 | чемпионат не проводился                                                                                                 | чемпионат не проводился | чемпионат не проводился |
| 2009 1–3 мая         | Savona (J.Bareš) Якуб Бареш, Ленка Китцбергерова, Индржих Китцбергер, Michaela Nádherová                                | Dion (V.Nekovařík) Vít Nekovařík, Ленка Черновска, Карел Угер, Катержина Урбанова, запасной: Яна Шафарикова                                        | Savona (J.Kováč) Jakub Kováč, Зузана Гайкова, Jiří Deyl, Iveta Janatová                                                                      |
| 2010 30 апреля–2 мая | Dion (P.Horák) Радек Богач, Сара Ягодова, Petr Horák, Klára Boušková, запасной: Ленка Черновска                         | Kolibris Давид Шик, Eva Štampachová, Pavel Menšík, Михала Соуградова                                                                               | Trutnov (V.Zinga) Vít Zinga, Kristýna Matějíčková, Jiří Lubina, Renata Matějíčková                                                           |
| 2011 6–8 мая         | Aritma 1 Криштоф Халоупек, Элишка Яловцова, David Jirounek, Луиза Иллькова, тренер: Анна Кубешкова                      | Kolibris Давид Шик, Eva Štampachová, Карел Угер, Михала Соуградова, тренер: Суне Фредериксен                                                       | Tee Party S K Jiří Marša, Ленка Черновска, Vlastimil Vojtuš, Barbora Vojtušová, запасные: Vladimír Černovský, Monika Podrábská               |
| 2012 5–7 мая         | Kolibris 1 Давид Шик, Eva Štampachová, Marek David, Михала Соуградова, запасной: Klára Boušková                         | Aritma 1 Карел Кубешка, Тереза Плишкова, Йиржи Цандра, Анна Кубешкова                                                                              | Ledoborci 1 Jiří Marša, Элишка Яловцова, Томаш Паул, Луиза Иллькова                                                                          |
| 2013 3–5 мая         | Savona 1 (J.Bareš) Якуб Бареш, Ленка Китцбергерова, Martin Štěpánek, Michaela Nádherová, запасной: Каролина Фредериксен | Aritma 1 (K.Kubeška) Карел Кубешка, Анна Кубешкова, Йиржи Цандра, Тереза Плишкова                                                                  | Ledoborci 1 (J. Marša) Jiří Marša, Элишка Яловцова, Jaroslav Vedral, Луиза Иллькова                                                          |
| 2014 2–4 мая         | Savona 3 (J.Bareš) Якуб Бареш, Ленка Китцбергерова, Индржих Китцбергер, Michaela Nádherová                              | Liboc (K.Kubeška) Анна Кубешкова, Карел Кубешка, Тереза Плишкова, Йиржи Цандра                                                                     | Trutnov (M.Hoferka) Милош Гоферка, Pavlína Čížková, Ondřej Mihola, Zuzana Hálová                                                             |
| 2015 1–3 мая         | Savona 2 (L.Klíma) Лукаш Клима, Петра Винсова, Самуэль Мокриш, Martina Kajanová                                         | Zbraslav H (T.Paul) Томаш Паул, Камила Мулацова, Martin Mulač, Helena Hajkova, запасной: Зузана Гайкова                                            | Savona 1 (M.Strnadová) Michal Zdenka, Мартина Стрнадова, Суне Фредериксен, Каролина Фредериксен                                              |
| 2016 29 апреля–1 мая | Savona 1 (J.Bareš) Якуб Бареш, Ленка Китцбергерова, Индржих Китцбергер, Michaela Nádherová, запасной: Иржи Снитил       | Dion VIP (M.Černovský) Марек Черновский, Ленка Черновска, Vladimír Černovský, Dana Chabičovská, запасной: Jana Wenzlová                            | Savona 2 (S.Mokriš) Самуэль Мокриш, Альжбета Баудишова, Jan Zelingr, Martina Kajanová, запасной: Петра Винсова                               |
| 2017 3–5 марта       | 1.CK Brno (J.Bareš) Якуб Бареш, Ленка Китцбергерова, Индржих Китцбергер, Michaela Nádherová, тренер: Йиржи Цандра       | Dion YB (J.Vedral) Jaroslav Vedral, Andrea Krupanská, Лукаш Клипа, Denisa Poštová, тренер: Йиржи Цандра                                            | Ledoborci 7 (M.Dolejší) Michal Dolejší, Lenka Hronová, Pavel Krofika, Alena Pokorná, тренер: Йиржи Цандра                                    |
| 2018 23–25 марта     | Savona 1 (L.Klíma) Лукаш Клима, Петра Винсова, Марек Черновский, Михаэла Баудишова                                      | Dion YB (J.Vedral) Jaroslav Vedral, Andrea Krupanská, Лукаш Клипа, Denisa Poštová, тренер: Йиржи Цандра                                            | RPK Brno M (L.Merta) Lukáš Merta, Anna Hlaváčová, Petr Hlaváč, Tereza Mertová                                                                |
| 2019 29–31 марта     | Savona 1 (L.Klíma) Лукаш Клима, Петра Винсова, Марек Черновский, Михаэла Баудишова                                      | Savona M (D.Miklík) Dalibor Miklík, Eva Miklíková, Самуэль Мокриш, Martina Kajanová                                                                | Ledoborci Juniors (K.Podrábská) Kristina Podrábská, Dominik Švarc, Zuzana Pražáková, Pavel Mareš, тренер: Tomáš Kup                          |
| 2020 27–29 марта     | чемпионат не проводился из-за пандемии COVID-19                                                                         | чемпионат не проводился из-за пандемии COVID-19 | чемпионат не проводился из-за пандемии COVID-19                                                                                              |
| ...                  | | | |
| 2024 25–28 апреля    | DION vlčáci Вит Хабичовский, Юлия Зелингрова, David Jakl, Kristýna Farková                                              | CC Triplejetamvždycky Марек Черновский, Михаэла Баудишова, Мартин Юрик, Aneta Müllernová, запасной: David Verner, тренер: Альжбета Анна Зелингрова | Savona KOSA Kryštof Tabery, Каролина Фредериксен, Jakub Skála, Гана Синачкова, запасной: Iveta Janatová                                      |
| 2025 24–27 апреля    | TřešňovICE Klára Cihlářová, Kateřina Lerlová, Tomáš Macek, Libor Čeloud                                                 | SAVONA MM Eva Miklíková, Ondřej Mihola, Jana Jelínková, Dalibor Miklík, запасной: Jiří Deyl                                                        | CB Cojee Tomáš Kadlec, Emma Seifriedová, Matylda Volfová, Vojtěch Švec, запасные: Ondřej Blaha, Melánia Kováčiková, тренер: Sofie Krupičková |